# دهستان رویدر
دهستان رویدر، یکی از دهستان‌های بخش رویدر شهرستان خمیر در استان هرمزگان ایران است. مرکز این دهستان، شهر رویدر است.

## جمعیت
بر پایه سرشماری عمومی نفوس و مسکن در سال ۱۳۹۵، جمعیت دهستان رویدر برابر با ۳٬۷۴۵ نفر بوده‌است.